# Корналиа, Эмилио
Эмилио Корналиа (итал. Emilio Cornalia; 25 августа 1824 или 21 августа 1825, Милан — 8 июня 1882, Милан) — итальянский естествоиспытатель, директор миланского Музея естественной истории (1866—1882). Занимался геологией, зоологией, паразитологией и другими областями, а также популяризацией науки.
Член-корреспондент Французской академии наук (1869).

## Биография
Сын барона Франческо Корналиа. Учился в миланских гимназии Сан-Алессандро и лицее Порта-Нуова. В 1842 году по желанию отца поступил на факультет права Павийского университета, но через несколько месяцев перевёлся на факультет медицины.
В 1847 году опубликовал свою первую работу, «О прогрессе геологии в XIX веке» (итал. Sui progressi della geologia nel sec. XIX), за которую был назначен ассистентом в Музее естественной истории Павийского университета.
В феврале 1848 года защитил степень по медицине с диссертацией «Геологические известия в некоторых южных долинах Тироля» (итал. Notizie geo-mineralogiche sopra alcune valli meridionali del Tirolo). В марте 1848 года участвовал в Пяти днях Милана, за что временно был отстранён из Павийского университета.
В 1849 году занял место свободного преподавателя (итал. libera docenza), а в 1851 году — место заместителя директора миланского Музея естественной истории. Занялся развитием музея, расширяя коллекцию и публикуя её иллюстрированные каталоги, также читал в музее лекции. В 1866 году, после смерти директора музея Георга Яна, занял его место и оставался директором до своей смерти в 1882 году.

## Работы
- Sui progressi della geologia nel sec. XIX (Pavia 1847)
- Notizie geo-mineralogiche sopra alcune valli meridionali del Tirolo (Milano 1848)
- Il regno animale elementarmente esposto (Milano 1854)
- Il regno minerale elementarmente esposto (ibid. 1854)
- Monografia del Bombice del gelso (ibid. 1856)
- La natura rappresentata e descritta (ibid. 1864)
- Sulla natura dei corpuscoli vibranti del baco da seta ammalato e considerazioni per ritenerlo effetto e non causa della malattia pebrina (Atti d. Soc. ital. di scienze naturali, 1863)
- Sulla malattia dei bachi da seta, lettera del prof. E. Cornalia al signor L. Pasteur (Milano 1869)